# Olpium tenue
Olpium tenue är en spindeldjursart som beskrevs av Chamberlin 1930. Olpium tenue ingår i släktet Olpium och familjen Olpiidae. Inga underarter finns listade i Catalogue of Life.